# Babimost
Babimost (německy Bomst) је město v Polsku v Lubušském vojvodství v okrese Zelená Hora, ležící přibližně 35 kilometrů severovýchodně od Zelené Hory. Je sídlem stejnojmenné městsko-vesnické gminy. V roce 2021 zde žilo 3 865 obyvatel.

## Název
Název obce v dnes používané podobě se objevuje v latinské listině z roku 1257, po 2. světové válce byl jako úřední název schválen 19. května 1946. Má středověký původ a jeho vznik se datuje do 13. století. Poprvé je Babimost zmíněn v listině z roku 1257 jako „Babimost“. V následujících dokumentech z jednotlivých let, se označuje jako 1329 „Babinmost“, 1329 „Babümüst“, 1397 „Bomost“, 1405 „Babimost“, 1944 „Bomst“.

## Historie
Babimost byl původně spojen s Velkopolskem a dočasně i s Dolním Slezskem. Zpočátku jej měl ve vlastnictví vévoda, v roce 1257 se stal majetkem kláštera, poté šlechty a od 14. století se stal městem polských králů. Nejstarší zmínka pochází z roku 1257, kdy velkopolský vévoda Przemysl I. udělil město cisterciákům spolu s hospodářskou imunitou výměnou za Rokitnici. Babimost měl již v té době stavby městského typu. V roce 1332 bylo město natrvalo začleněno do zemí Koruny Polské království. Městské právo Babimostu v roce 1397 udělil král Vladislav II. Jagiełło. Od čtrnáctého století byl Babimost královským městem.

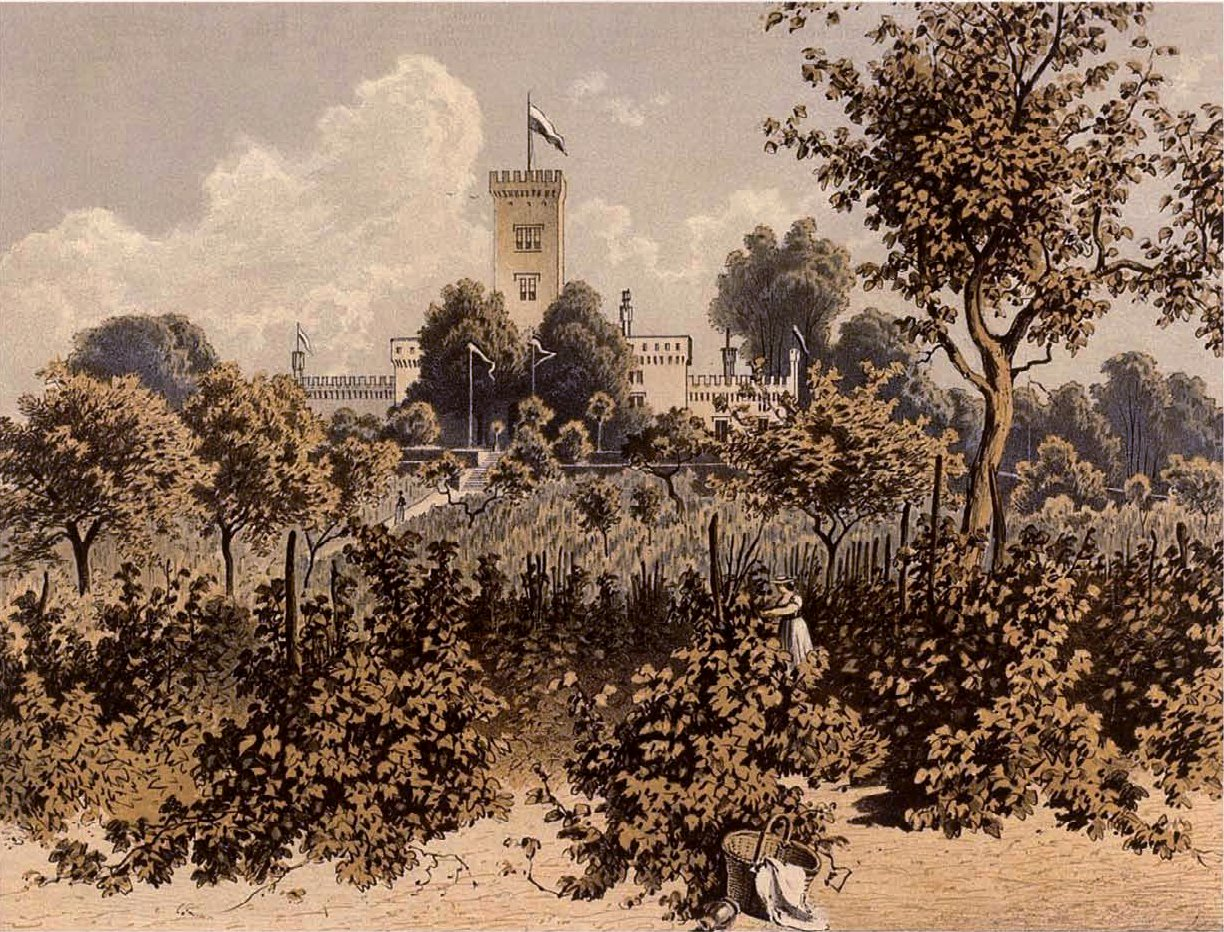
Bývalý zámek Winnica (dnes neexistující)

Město bylo zmíněno v historických právních, vlastnických a daňových dokumentech. V roce 1463 město platilo daň zvanou cyza. V roce 1510 měla obec 14 usedlých lén, 14 doplňkových rolí, dále 4 léna a 4 vogtské přístavky, jedno panské léno tvořící panský statek, jedno farské léno a 3 vodní mlýny. V roce 1513 převedl polský král Zygmunt I. Stary město Babimost z polského práva na magdeburské právo, které platilo v Poznani, částečně město zrekonstruoval a schválil dva jarmarky (u radnice v neděli před Nanebevstoupením Páně, a týdenní trh v úterý). V roce 1524 bylo město povinno poslat válečné vozy. V roce 1530 vypukl ve městě požár. 
Babimost nejvíce vzkvétal v polovině 17. století. V roce 1656 bylo město dvakrát vypáleno švédským vojskem. V té době starosta Babimostu Krzysztof Jan Żegocki zorganizoval partyzánské hnutí. Babimost, náležející k Babimostským starostům, se na konci 16. století nacházel v Poznaňském vojvodství v polsko-litevském společenství. V roce 1710 město postihl mor a v roce 1781 jej opět poničil požár.
V důsledku dělení Polska se po roce 1793 Babimost ocitl v rámci území Pruského království. Pruská vláda zrušila místní funkci starosty a darovala místní uložené zboží generálu Köekritzovi, který je později prodal Unruhům. V roce 1807, v důsledku vítězného velkopolského povstání z roku 1806, bylo město až do roku 1815 v hranicích Varšavského vévodství. V roce 1832 město postihlo další – již třetí velký požár. V roce 1905 žilo v Babimostu v součtu 1985 lidí, z toho 84,9 % Němců, 13 % Poláků a 2 % Židů. 55,2 % obyvatel bylo katolického vyznání a 42,7 % evangelíci.
Během Velkopolského povstání jej obsadila povstalecká jednotka pod velením Józefa Kudlińského. Navzdory tomu podle Versailleské smlouvy zůstal Babimost v roce 1919 v hranicích Německa. Do Polska se vrátil po 152 letech rozdělení až po druhé světové válce v roce 1945. V současné době je Babimost servisní středisko s malým průmyslem (dřevo, kůže a pletařství). Město je také centrem etnografické oblasti zvané Babimostsko (zachovaný velkopolský folklór, kroje, písně)
V letech 1975–1998 město administrativně patřilo do Zelenohorského vojvodství.

### Historie Židů v Babimostu
První potvrzená zmínka o Židech v Babimostu pochází z roku 1685. Synagoga zde byla postavena před rokem 1770, zároveň byl založen židovský hřbitov. V roce 1793, kdy Prusko město zabralo, žilo ve městě 150 Židů, v roce 1799 to bylo 205 Židů z 1412 obyvatel města. V tomto roce byla postavena nová synagoga. Od roku 1840, kdy bylo hlavní město župy přemístěno do Wolsztyna, začal počet židovské komunity systematicky klesat. V roce 1857 žilo v obci 300 Židů, ale v letech 1871 už pouze 160. Po 1. světové válce židovská komunita prakticky zanikla. Poslední předseda židovské obce Alex Neumann se rozhodl prodat budovu synagogy evangelíkům. Díky řádně připravené smlouvě stavba přežila Křišťálovou noc a zachovala se dodnes.

### Vinařství
Babimost byla nejseverněji položená vesnice v Evropě, kde se pěstovala vinná réva. Patřil do oblasti průmyslového vinařství, kdysi nazývané Východoněmecká vinařská oblast (Ostdeutsche Weinbaugebiet). Historie zdejšího vinařství sahá až do 12. století a trvala až do století 20.

## Památky
- Farní kostel sv. Vavřince[11] z roku 1730

- Filiální kostel se hřbitovní kaplí, 18./19. století
- Radnice z první poloviny 19. století
- Evangelický kostel z 18. století
- Synagoga z druhé poloviny 19. století
- Židovský hřbitov
- Budova varhanáře z 2. poloviny 18. století

## Doprava

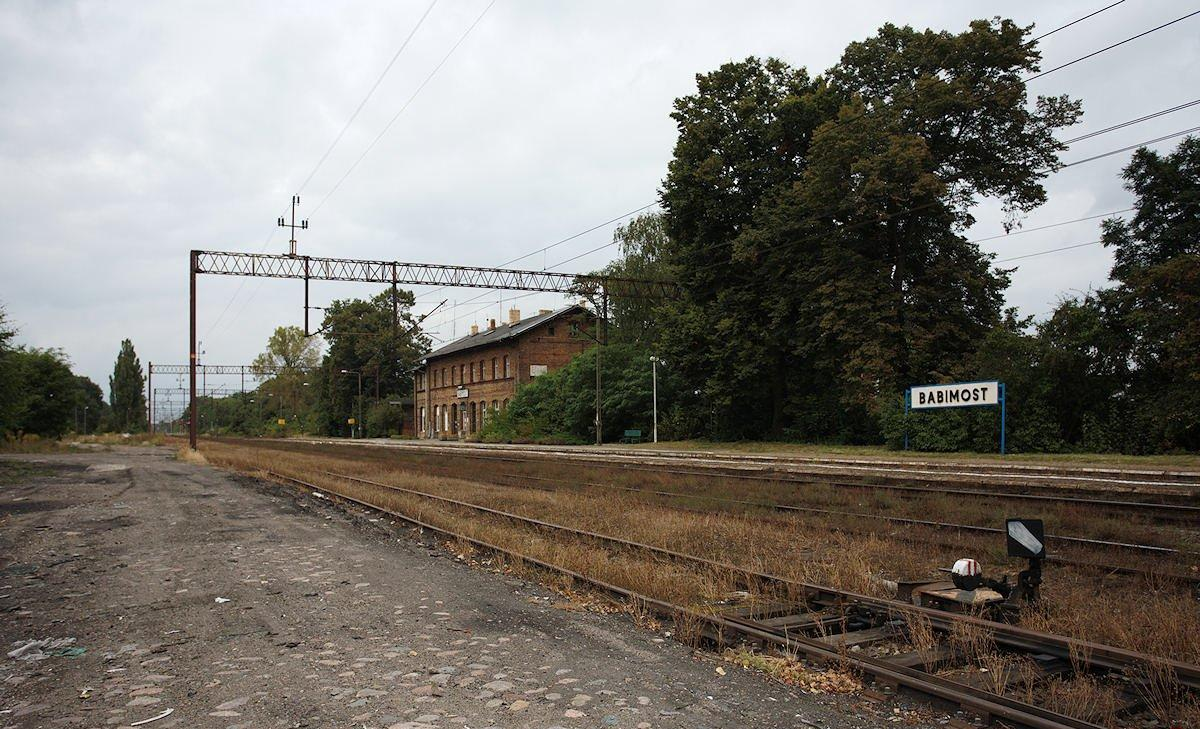
Železniční stanice

Město je dopravním uzlem regionálního významu. Ve městě se protínají následující provinční silnice:
- č. 303, směr: Świebodzin – Babimost – Wolsztyn
- č. 304, směr: Sulechów – Babimost – Zbąszynek
- č. 313, směr: Kargowa

Od 7. října 2010 je v provozu obchvat Babimostu v délce 5,303 km, který propojuje sjezdy silnic č. 303, 304 a 313 a obecní komunikace.
4 km jihozápadně od Babimostu se nachází letiště Zielona Góra-Babimost, které bylo postaveno v 50. letech 20. století. Městem prochází železniční trať Zielona Góra – Poznaň (elektrifikovaná) – z nádraží v Babimostu odbočuje nákladní vlečka na letiště. V provozu jsou čtyři koleje, ale osobní doprava probíhá převážně na první koleji. Vlaky společnosti TLK, které v místní stanici zastavují, směřují do stanic v Lublinu, či Gdyni. 

## Partnerská města
- Döbern, Německo[12]
- Neuruppin, Německo